# Michael van der Mark
Michael van der Mark (Gouda, 26 oktober 1992) is een Nederlands motorcoureur. Hij is vooral succesvol in de raceklassen Superbike en Endurance.

## Carrière

### Beginjaren
Michael van der Mark is de zoon van voormalig 24 uur van Le Mans Moto-winnaar Henk van der Mark. In 2005 begint hij met motorracen op een 125 cc Aprilia in de Dutch Junior Cup. In 2006 maakte hij de overstap naar het ONK 125 cc en werd daarin tweede in het algemeen klassement. Ook in 2007 werd hij tweede en een jaar later wist hij kampioen te worden. In 2008 reed hij tevens het Duits kampioenschap, waarin hij derde werd en nam met een wildcard deel aan de TT Assen, waarin hij 26e werd.
Nadat hij in 2009 eveneens Nederlands kampioen werd, maakte Van der Mark in 2010 de overstap naar het Lambretta Reparto Corse-team dat uitkwam in het wereldkampioenschap wegrace. Hij kon het seizoen niet afmaken, wegens problemen bij het team en stapte over naar het Ten Kate Junior Team, het opleidingsteam van Ten Kate Racing dat uitkomt in het Europees kampioenschap Superstock 600.

### EK Superstock 600 (2010-2012)
Ook in 2011 nam Van der Mark deel aan het Superstock 600 kampioenschap met het Ten Kate Junior Team en wist hij vier races te winnen en werd daarmee derde in het algemeen klassement. In 2012 won Van der Mark het kampioenschap in de Superstock 600 klasse.

### WK Supersport (2013-2014)
Na het kampioenschap in de Superstock-klasse maakte Van der Mark de overstap naar het wereldkampioenschap Supersport voor Ten Kate Racing. In de eerste race van het seizoen wist Van der Mark met een derde plek gelijk op het podium te komen. Met een tweede plek een race later en een derde plaats in Turkije behaalde hij uiteindelijk de vierde plaats in het eindklassement in zijn eerste seizoen.
Op 7 september 2014 werd Van der Mark door een zege op het circuit van Jerez de la Frontera in Spanje twee races voor het einde wereldkampioen in de Supersport-klasse (600cc).
Voor het seizoen 2014 werd hem door de KNMV de Hans de Beaufort-beker toegekend.

### WK Superbike (2015-)
Na het kampioenschap in de Supersport klasse stapt Van der Mark over naar het Superbike-team (1000cc) van Ten Kate Racing om in 2015 uit te komen in het Wereldkampioenschap superbike. Met 3 podiumplaatsen en de 7e positie in het eindklassement beleeft hij een prima eerste seizoen in deze klasse.
Het daaropvolgende jaar is nog succesvoller met 6 podiumplaatsen, zijn eerste poleposition in deze klasse en een 4e positie in het eindklassement.
In 2017 komt Van der Mark uit voor het officiële Pata Yamaha WorldSBK Team.
Hij behaalde in dit jaar 2 podiumplaatsen en een 6e positie in het eindklassement.
Op 26 mei 2018 won Van der Mark op het circuit van Donington Park in Engeland als eerste Nederlander ooit een race in het WK Superbike klassement. Ook was dit de eerste overwinning voor Yamaha sinds de terugkeer in het kampioenschap in 2016. Een dag later wist hij ook de tweede race te winnen en pakte daarmee de dubbel. Hij eindigde het seizoen van 2018 met 2 overwinningen en 10 podiumplaatsen op een 3e positie in het eindklassement.
In 2019 wint hij de tweede race op het circuit van Jerez de la Frontera in Spanje. Ook maakte hij dit jaar een zware valpartij mee tijdens de 2e vrije training op het circuit van Misano in Italië waar hij een hersenschudding, breuken in zijn rechter onderarm en pols en twee gebroken ribben aan overhield, waardoor hij deze wedstrijd moest laten schieten. 10 dagen na deze valpartij zat hij alweer op de motor tijdens de wedstrijd op Donington Park. Hij werd, ondanks deze valpartij en daardoor de twee opvolgende wedstrijden niet geheel fit aan de start stond, 4e in het algemeen klassement met 1 overwinning en 8 podiumplaatsen.
In 2020 werd het seizoen drastisch op zijn kop gezet door het COVID-19 virus, waardoor er vanwege strenge maatregelen diverse races werden afgelast en het kampioenschap flink werd ingekort en aangepast. Op 20 september 2020 won Van der Mark de Superpole Race op het circuit van Barcelona in Spanje. In de eindstand van het algemeen klassement werd Van der Mark 5e met 1 overwinning en 8 podiumplaatsen. Ook werd vroegtijdig bekend dat Van der Mark in 2021 niet meer voor Yamaha uit zal komen maar voor het BMW Motorrad WSBK Team.
Op 3 oktober 2021 bezorgde Van der Mark voor BMW de eerste overwinning in het WK superbike sinds 2013 tijdens de Superpole Race op het circuit van Portimāo in Portugal. In de eindstand van het algemeen klassement werd Van der Mark 6e met 1 overwinning en 3 podiumplaatsen.
De start van het 2022 seizoen begint niet goed voor Van der Mark door een val tijdens een mountainbike training. Hierbij breekt Van der Mark zijn rechter onderbeen en moet hierdoor de wintertesten en de eerste ronde van het WK aan zich voorbij laten gaan. Tijdens de 2e ronde van het kampioenschap op het circuit van Assen keert Van der Mark terug in het paddock. Zijn beste klassering was een 8e plaats in race 2. Tijdens de 3e ronde op het circuit van Estoril in Portugal gaat het opnieuw mis voor Van der Mark. Bij aanvang van de 1e vrije training breekt hij bij een val zijn rechter dijbeen. Hierdoor is Van der Mark voorlopig weer uitgeschakeld voor de komende races. Tijdens ronde 8 op het circuit van Magny-Cours in Frankrijk krijgt Van der Mark weer groen licht om aan de start te verschijnen. Zijn beste klassering was een 12e plaats in race 1. In de eindstand van het algemeen klassement werd Van der Mark 15e.
In 2023 wordt de naam van het team veranderd in ROKiT BMW Motorrad WSBK Team. Ook dit jaar achtervolgt de pech Van der Mark en breekt zijn linkerbovenbeen na een zware val in race 2 op het circuit van Assen. Hierdoor is Van der Mark voorlopig weer uitgeschakeld voor de komende races. Tijdens ronde 8 op het circuit van Most in Tsjechië staat van der Mark weer aan de start. Zijn beste klassering was een 5e plaats in race 2. In de eindstand van het algemeen klassement werd Van der Mark 17e. 
In 2024 komt Van der Mark ook weer uit voor het ROKiT BMW Motorrad WSBK Team en behaalde hij zijn tweede overwinning voor BMW op het circuit van Magny-Cours tijdens een regenrace. In de eindstand van het algemeen klassement werd Van der Mark 6e met 1 overwinning en 2 podiumplaatsen.

### MotoGP (2017)
Verder bouwend op zijn succes aan boord van Yamaha werd Van der Mark in 2017 opgeroepen als vervanger van de geblesseerde Valentino Rossi bij het Movistar Yamaha MotoGP Team in de MotoGP tijdens de Grand Prix van Aragón. Dit ging op het allerlaatste moment niet door, omdat Rossi wonderbaarlijk toch van start ging. Later in het MotoGP-seizoen kreeg Van der Mark nog een kans en werd dit keer opgeroepen als vervanger van de zieke Jonas Folger bij het Monster Yamaha Tech 3 Team tijdens de Grand Prix van Maleisië en de Grand Prix van Valencia, hier finishte hij respectievelijk als 16e en 17e.

### Endurance World Championship (2013-)
In 2013 deed Van der Mark mee aan de 8 uur van Suzuka samen met Takumi Takahashi en Leon Haslam voor het MuSASHi RT HARC-PRO. Honda-team. Deze wedstrijd wisten ze toen te winnen. Van der Mark was de eerste en de jongste Nederlandse winnaar van deze race. In 2014 herhaalde het team in dezelfde samenstelling dit nog een keer.
In 2015 werd Leon Haslam vervangen door Casey Stoner. Dit keer wist het team de finish niet te bereiken door een val van Stoner in het tweede uur van de wedstrijd. De machine was zo erg beschadigd dat Van der Mark niet eens aan rijden toe kwam.
In 2016 deed Van der Mark, nu samen met zijn toenmalige WSBK-teamgenoot Nicky Hayden, voor de vierde keer mee aan deze wedstrijd. Ook deze keer werd de finish niet gehaald, nu door een technisch mankement in het derde uur van de wedstrijd, tijdens de stint van Hayden.
In 2017 werd Van der Mark ook weer gevraagd om mee te doen aan de 8 uur van Suzuka, maar nu voor het Yamaha Factory Racing Team. Zijn teamgenoten waren Katsuyuki Nakasuga en zijn toenmalige WSBK-teamgenoot Alex Lowes. Deze wedstrijd wisten ze te winnen. Het was de derde overwinning van Yamaha op een rij en de derde overwinning voor Van der Mark. Hij is nu een van de weinige coureurs die de 8 uur van Suzuka op twee motormerken heeft gewonnen, Honda en Yamaha. In 2018 wonnen Yamaha en Van der Mark voor de vierde keer deze wedstrijd. In 2019 reed Van der Mark, nog herstellende van zijn ernstige valpartij tijdens de 2e vrije training op Misano in het WSBK, voor de vijfde keer ook weer met Nakasuga en Lowes voor het Yamaha Factory Racing Team deze EWC wedstrijd. Deze keer behaalde zij de tweede plaats.
Van der Mark is gevraagd om eind 2019 (EWC-seizoen 2019/2020) samen met MotoGP-coureurs Franco Morbidelli en Hafizh Syahrin voor het Yamaha Sepang Racing Team mee te doen aan de 8 uur van Sepang. De start werd uitgesteld vanwege zware regenval. Na 5 uur is de race toch gestart achter de safety car. Helaas door een valpartij met Mike Di Meglio viel het team terug naar de 46e plaats. Uiteindelijk zijn ze toch nog als 7e gefinished.
In 2025 doet Van der Mark weer mee met de 8 uur van Suzuka als vervanger van Sylvain Guintoli voor het BMW Motorrad World Endurance Team. Vanwege een mindere start viel het team terug naar de 14e plaats. Na in het derde uur weer opgeklommen te zijn naar de 3e plaats vielen ze door een technisch mankement, waardoor Van der Mark viel toen hij de pits naderde, weer terug naar een 21e plaats. Uiteindelijk zijn ze toch nog als 5e gefinished.

## Statistiek
| MotoGP  | MotoGP     | MotoGP                     | MotoGP         | MotoGP | MotoGP | MotoGP | MotoGP | MotoGP | MotoGP | MotoGP |
| Seizoen | Klasse     | Team                       | Motor          | Banden | Races  | Overw. | Podium | Poles  | Ptn    | Pos    |
| ------- | ---------- | -------------------------- | -------------- | ------ | ------ | ------ | ------ | ------ | ------ | ------ |
| 2007    | IDM 125 cc | Dutch Racing Team          | Honda RS125    | D      | 8 (?)  | 0      | 0      | 0      | 22     | 17e    |
| 2008    | CEV 125 cc | Dutch Racing Team          | Honda RS125    | D      | 7 (?)  | 0      | 0      | 0      | 7      | 31e    |
| 2008    | IDM 125 cc | Dutch Racing Team          | Honda RS125    | D      | 8 (?)  | 1      | 4      | 0      | 99     | 3e     |
| 2008    | 125 cc     | Dutch Racing Team          | Honda RS125    | D      | 1      | 0      | 0      | 0      | 0      | –      |
| 2009    | CEV 125 cc | Dutch Racing Team          | Honda RS125    | D      | 7 (?)  | 0      | 0      | 0      | 13     | 21e    |
| 2009    | IDM 125 cc | Dutch Racing Team          | Honda RS125    | D      | 8 (?)  | 0      | 2      | 0      | 67     | 5e     |
| 2009    | 125 cc     | Dutch Racing Team          | Honda RS125    | D      | 1      | 0      | 0      | 0      | 0      | –      |
| 2010    | 125 cc     | Lambretta Reparto Corse    | Lambretta 125  | D      | 6      | 0      | 0      | 0      | 0      | 42e    |
| 2010    | 125 cc     | Team Sachsenring           | Aprilia RS125  | D      | 1      | 0      | 0      | 0      | 0      | 42e    |
| 2011    | Moto2      | EAB Racing                 | Ten Kate Moto2 | D      | 1      | 0      | 0      | 0      | 0      | 45e    |
| 2017    | MotoGP     | Monster Yamaha Tech 3 Team | Yamaha YZR-M1  | M      | 2      | 0      | 0      | 0      | 0      | 28e    |

| WorldSBK | WorldSBK          | WorldSBK                           | WorldSBK                     | WorldSBK | WorldSBK | WorldSBK | WorldSBK | WorldSBK | WorldSBK | WorldSBK |
| Seizoen  | Klasse            | Team                               | Motor                        | Banden   | Races    | Overw.   | Podium   | Poles    | Ptn      | Pos      |
| -------- | ----------------- | ---------------------------------- | ---------------------------- | -------- | -------- | -------- | -------- | -------- | -------- | -------- |
| 2010     | EK Superstock 600 | EAB Ten Kate Junior Team           | Honda CBR600RR               | P        | 1        | 0        | 0        | 0        | 9        | 30e      |
| 2011     | EK Superstock 600 | EAB Ten Kate Junior Team           | Honda CBR600RR               | P        | 10       | 4        | 4        | 1        | 137      | 3e       |
| 2012     | EK Superstock 600 | EAB Ten Kate Junior Team           | Honda CBR600RR               | P        | 10       | 6        | 9        | 4        | 219      | 1e       |
| 2013     | WorldSSP          | Pata Honda World Supersport Team   | Honda CBR600RR               | P        | 11       | 0        | 3        | 0        | 130      | 4e       |
| 2014     | WorldSSP          | Pata Honda World Supersport Team   | Honda CBR600RR               | P        | 11       | 6        | 10       | 2        | 230      | 1e       |
| 2015     | WorldSBK          | Pata Honda World Superbike Team    | Honda CBR1000RR Fireblade SP | P        | 26       | 0        | 3        | 0        | 194      | 7e       |
| 2016     | WorldSBK          | Honda World Superbike Team         | Honda CBR1000RR Fireblade SP | P        | 26       | 0        | 6        | 1        | 267      | 4e       |
| 2017     | WorldSBK          | Pata Yamaha Official WorldSBK Team | Yamaha YZF-R1                | P        | 26       | 0        | 2        | 0        | 223      | 6e       |
| 2017     | All Japan JSB1000 | Yamaha Factory Racing Team #5      | Yamaha YZF-R1                | B        | 1        | 0        | 0        | 0        | 7        | 37e      |
| 2018     | WorldSBK          | Pata Yamaha Official WorldSBK Team | Yamaha YZF-R1                | P        | 25       | 2        | 10       | 0        | 333      | 3e       |
| 2019     | WorldSBK          | Pata Yamaha Official WorldSBK Team | Yamaha YZF-R1                | P        | 34       | 1        | 8        | 0        | 327      | 4e       |
| 2020     | WorldSBK          | Pata Yamaha Official WorldSBK Team | Yamaha YZF-R1                | P        | 24       | 1        | 8        | 0        | 223      | 5e       |
| 2021     | WorldSBK          | BMW Motorrad WorldSBK Team         | BMW M1000 RR                 | P        | 37       | 1        | 3        | 0        | 262      | 6e       |
| 2022     | WorldSBK          | BMW Motorrad WorldSBK Team         | BMW M1000 RR                 | P        | 21       | 0        | 0        | 0        | 46       | 15e      |
| 2023     | WorldSBK          | ROKiT BMW Motorrad WorldSBK Team   | BMW M1000 RR                 | P        | 24       | 0        | 0        | 0        | 54       | 17e      |
| 2024     | WorldSBK          | ROKiT BMW Motorrad WorldSBK Team   | BMW M1000 RR                 | P        | 36       | 1        | 2        | 0        | 245      | 6e       |
| 2025     | WorldSBK          | ROKiT BMW Motorrad WorldSBK Team   | BMW M1000 RR                 | P        | 18*      | 0        | 0        | 0        | 62       | 14e      |

- Seizoen nog bezig

| FIM Endurance World Championship | FIM Endurance World Championship | FIM Endurance World Championship | FIM Endurance World Championship                      | FIM Endurance World Championship | FIM Endurance World Championship | FIM Endurance World Championship | FIM Endurance World Championship | FIM Endurance World Championship | FIM Endurance World Championship | FIM Endurance World Championship |
| Seizoen                          | Event                            | Startnr.                         | Team                                                  | Motor                            | Banden                           | Aantal ronden                    | Totale racetijd                  | Snelste race ronde               | Gem. race snelheid               | Pos                              |
| -------------------------------- | -------------------------------- | -------------------------------- | ----------------------------------------------------- | -------------------------------- | -------------------------------- | -------------------------------- | -------------------------------- | -------------------------------- | -------------------------------- | -------------------------------- |
| 2013                             | 8 uur van Suzuka                 | 634                              | MuSASHi RT HARC-PRO. Honda                            | Honda CBR1000RR                  | B                                | 214 (+/− 1246 km)                | 8:00'01"280                      | 2'09"268                         | 155,70 km/h                      | 1e                               |
| 2013                             | 8 uur van Suzuka                 | 634                              | Takumi Takahashi Leon Haslam Michael v.d. Mark        | Honda CBR1000RR                  | B                                | 214 (+/− 1246 km)                | 8:00'01"280                      | 2'09"268                         | 155,70 km/h                      | 1e                               |
| 2014                             | 8 uur van Suzuka                 | 634                              | MuSASHi RT HARC-PRO. Honda                            | Honda CBR1000RR                  | B                                | 172 (+/− 1001 km)                | 6:56'13"056                      | 2'08"620 (Michael v.d. Mark)     | 144,33 km/h                      | 1e                               |
| 2014                             | 8 uur van Suzuka                 | 634                              | Takumi Takahashi Leon Haslam Michael v.d. Mark        | Honda CBR1000RR                  | B                                | 172 (+/− 1001 km)                | 6:56'13"056                      | 2'08"620 (Michael v.d. Mark)     | 144,33 km/h                      | 1e                               |
| 2015                             | 8 uur van Suzuka                 | 634                              | MuSASHi RT HARC-PRO. Honda                            | Honda CBR1000RR                  | B                                | 31 (+/− 180 km)                  | 1:08'23"252                      | 2'09"118                         |                                  | DNF                              |
| 2015                             | 8 uur van Suzuka                 | 634                              | Takumi Takahashi Michael v.d. Mark Casey Stoner       | Honda CBR1000RR                  | B                                | 31 (+/− 180 km)                  | 1:08'23"252                      | 2'09"118                         |                                  | DNF                              |
| 2016                             | 8 uur van Suzuka                 | 634                              | MuSASHi RT HARC-PRO. Honda                            | Honda CBR1000RR                  | B                                | 74 (+/− 430 km)                  | 2:43'02"277                      | 2'08"829                         |                                  | DNF                              |
| 2016                             | 8 uur van Suzuka                 | 634                              | Takumi Takahashi Michael v.d. Mark Nicky Hayden       | Honda CBR1000RR                  | B                                | 74 (+/− 430 km)                  | 2:43'02"277                      | 2'08"829                         |                                  | DNF                              |
| 2017                             | 8 uur van Suzuka                 | 21                               | Yamaha Factory Racing Team                            | Yamaha YZF-R1                    | B                                | 216 (+/−1257 km)                 | 8:00'32"959                      | 2'06"932 (Alex Lowes)            | 156,99 km/u                      | 1e                               |
| 2017                             | 8 uur van Suzuka                 | 21                               | Katsuyuki Nakasuga Alex Lowes Michael v.d. Mark       | Yamaha YZF-R1                    | B                                | 216 (+/−1257 km)                 | 8:00'32"959                      | 2'06"932 (Alex Lowes)            | 156,99 km/u                      | 1e                               |
| 2018                             | 8 uur van Suzuka                 | 21                               | Yamaha Factory Racing Team                            | Yamaha YZF-R1                    | B                                | 199 (+/−1158 km)                 | 8:00'01"728                      | 2'07"611 (Alex Lowes)            |                                  | 1e                               |
| 2018                             | 8 uur van Suzuka                 | 21                               | Katsuyuki Nakasuga Alex Lowes Michael v.d. Mark       | Yamaha YZF-R1                    | B                                | 199 (+/−1158 km)                 | 8:00'01"728                      | 2'07"611 (Alex Lowes)            |                                  | 1e                               |
| 2019                             | 8 uur van Suzuka                 | 21                               | Yamaha Factory Racing Team                            | Yamaha YZF-R1                    | B                                | 216 (+/−1257 km)                 | 7:55’55”333                      | 2’07”290 (Katsuyuki Nakasuga)    |                                  | 2e                               |
| 2019                             | 8 uur van Suzuka                 | 21                               | Katsuyuki Nakasuga Alex Lowes Michael v.d. Mark       | Yamaha YZF-R1                    | B                                | 216 (+/−1257 km)                 | 7:55’55”333                      | 2’07”290 (Katsuyuki Nakasuga)    |                                  | 2e                               |
| 2019                             | 8 uur van Sepang                 | 21                               | Yamaha Sepang Racing Team                             | Yamaha YZF-R1                    | B                                | 78 (+/−432 km)                   | 5:51'11"394                      | 2’17”817 (Franco Morbidelli)     | 144,7 km/u                       | 7e                               |
| 2019                             | 8 uur van Sepang                 | 21                               | Franco Morbidelli Hafizh Syahrin Michael v.d. Mark    | Yamaha YZF-R1                    | B                                | 78 (+/−432 km)                   | 5:51'11"394                      | 2’17”817 (Franco Morbidelli)     | 144,7 km/u                       | 7e                               |
| 2025                             | 8 uur van Suzuka                 | 37                               | BMW Motorrad World Endurance Team                     | BMW M1000 RR                     | B                                | 215 (+/−1251 km)                 | 08:02:41.731                     | 2'07"332 (Michael v.d. Mark)     |                                  | 5e                               |
| 2025                             | 8 uur van Suzuka                 | 37                               | Markus Reiterberger Michael v.d. Mark Steven Odendaal | BMW M1000 RR                     | B                                | 215 (+/−1251 km)                 | 08:02:41.731                     | 2'07"332 (Michael v.d. Mark)     |                                  | 5e                               |